# Érico Junqueira Ayres
Érico Junqueira Ayres (Salvador, 1948 - 24 de março de 2024) foi um cartunista brasileiro. Nascido na Bahia, mudou-se nos anos 1980 para o Maranhão, onde começou a trabalhar com humor gráfico. Já foi premiado no Brasil e no exterior em diversos salões de humor. Em 1999, seu livro Humor em risco ganhou o 11º Troféu HQ Mix na categoria "livro de cartuns".